# Jacquemontia havanensis
Jacquemontia havanensis är en vindeväxtart som först beskrevs av Nikolaus Joseph von Jacquin, och fick sitt nu gällande namn av Urban. Jacquemontia havanensis ingår i släktet Jacquemontia och familjen vindeväxter. Inga underarter finns listade i Catalogue of Life.